# Vermenging
Vermenging is een juridische term om de vereniging van (vloei)stoffen of andere zaken aan te duiden. De zaken die onderling niet meer individualiseerbaar zijn worden verenigd tot één zaak.

## Vermenging
Het is belangrijk dat er geen scheppende arbeid aan te pas komt, anders lijkt de vermenging op zaaksvorming. Zo kan vermenging geschieden door een ongeluk, door een van de eigenaars van de afzonderlijke stoffen of zaken, door een derde of door natuurkracht.
Dit betekent dat de eigendom van de afzonderlijke zaken overgaat naar degene aan wie het eigendom van de hoofdzaak (het naar verhouding grootst ingebrachte of belangrijkste component), zoals dit in het Nederlandse Burgerlijk Wetboek (Nederland) is geregeld in artikel 5:15 lid 1 samen met andere zakelijke rechten, toebehoort.
Voorbeelden van vermenging zijn:
- het mengen van twee stapels graan
- het bij elkaar schenken van drie tanks water.

Iemand wordt geen eigenaar van de zaak als hij bijvoorbeeld aan een tank van 1000 liter water een glas water toevoegt. Het is echter ook niet zo dat de oorspronkelijke eigenaar van deze tank water eigenaar wordt van de nieuwe hoeveelheid water. De enkele omstandigheid dat de ene hoeveelheid water veel groter is dan de andere hoeveelheid betekent niet dat de eigenaar van de grote hoeveelheid eigenaar van het totaal wordt. De beide eigenaren worden dan mede eigenaar van de totale hoeveelheid water. Dit is door de Hoge Raad bepaald in het arrest De Nieuwe Matex.
In het Belgische recht is vermenging opgenomen in artikel 3.12 van het nieuwe Burgerlijk Wetboek.

## Oneigenlijke vermenging
De Hoge Raad der Nederlanden heeft in het arrest over de bank Teixeira de Mattos (NJ 1968/274) ook het onderscheid gemaakt met oneigenlijke vermenging. Het ging in dit geval om aandeelcertificaten die niet voldoende meer individualiseerbaar waren, omdat serienummers niet bekend waren en de eigenaren niet konden aantonen dat de in de kluis aangetroffen certificaten ook daadwerkelijk de door hen in bewaring gegeven exemplaren waren. Doordat er een steeds wisselende samenstelling van de certificaten was, bleek het een onmogelijke opgave om de oorspronkelijke certificaten te identificeren.